# Alessandra Giungiová
Alessandra Giungi [Džundži], (* 5. května 1966 Řím, Itálie) je bývalá reprezentantka Itálie v judu.

## Sportovní kariéra
Judu se věnovala od 12 let ve Frosinone pod vedením Sandra Rosatiho. Celou svojí sportovní kariéru patřila k osobnostem evropské pololehké váhy. Známá byla především její rivalita s Britkou Rendle.
Na olympijských hrách startovala celkem třikrát. V roce 1988 v Soulu bylo ženské judo jako ukázková disciplína, kde vybojovala 3. místo. V roce 1992 na olympijských hrách v Barceloně sahala po medaili, ale v náročné konkurenci nakonec obsadila nepopulární 5. místo. Olympijské hry v Atlantě v roce 1996 se jí výsledkově nevydařily.
Po skončení aktivní kariéry v roce 1996 u judu zůstala jako trenérka. V roce 2012 na olympijských hrách v Londýně získala její svěřenkyně Rosalba Forciniti bronzovou olympijskou medaili.

## Výsledky
| Turnaj             | 1984           | 1985           | 1986           | 1987           | 1988           | 1989           | 1990           | 1991           | 1992           | 1993           | 1994           | 1995           | 1996           |
| Turnaj             | 18             | 19             | 20             | 21             | 22             | 23             | 24             | 25             | 26             | 27             | 28             | 29             | 30             |
| Turnaj             | pololehká váha | pololehká váha | pololehká váha | pololehká váha | pololehká váha | pololehká váha | pololehká váha | pololehká váha | pololehká váha | pololehká váha | pololehká váha | pololehká váha | pololehká váha |
| ------------------ | -------------- | -------------- | -------------- | -------------- | -------------- | -------------- | -------------- | -------------- | -------------- | -------------- | -------------- | -------------- | -------------- |
| Olympijské hry     |                |                |                |                |                |                |                |                | 5.             |                |                |                | úč.            |
| Mistrovství světa  | úč.            |                | úč.            | 3.             |                | 2.             |                | 1.             |                | 5.             |                | úč.            |                |
| Mistrovství Evropy | —              | —              | úč.            | 3.             | 1.             | 5.             | —              | 3.             | 3.             | 3.             | 2.             | 1.             | 2.             |